# Березівська міська територіальна громада
Березівська міська територіальна громада — територіальна громада в Україні, в Березівському районі Одеської області. Адміністративний центр — місто Березівка.

## Історія

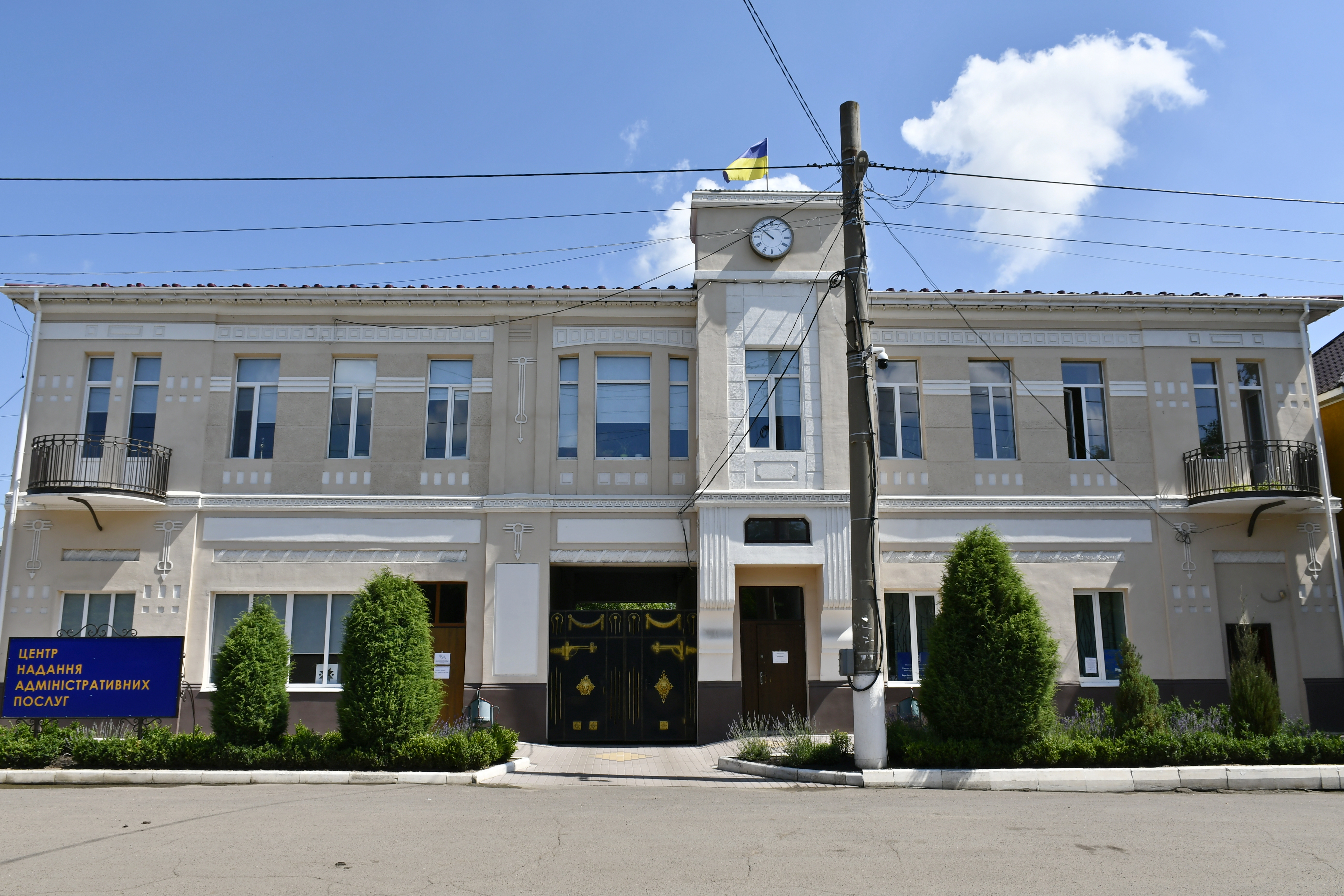
Будівля Березівської міської ради

Громада створена рішенням облради від 29 березня 2017 р. в рамках адміністративно-територіальної реформи 2015–2020 років в результаті об'єднання Березівської міської ради із Вікторівською сільською радою. Перші вибори відбулися 29 жовтня 2017 року.
В рамках адміністративно-територіальної реформи 2015—2020 років 17 липня 2020 року до громади приєдналися села ще семи сільських рад (згідно червневого розпорядження КМУ).

## Склад громади
До складу громади входять одне місто (Березівка) і 26 сіл:
- Веселинівка
- Вікторівка
- Гуляївка
- Демидове
- Донська Балка
- Донське
- Златоустове
- Карнагорове
- Косівка
- Котовка
- Кудрявка
- Ланове
- Мар'янівка
- Михайлівка
- Михайло-Олександрівка
- Новогригорівка
- Одрадна Балка
- Роздол
- Сахарове
- Софіївка
- Степанівка
- Танівка
- Червоне
- Чорногірка
- Юркове
- Яснопілля